# Alexis Vuillermoz
Alexis Vuillermoz (* 1. Juni 1988 in Saint-Claude) ist ein ehemaliger französischer Radrennfahrer, der auf dem Mountainbike und im Straßenradsport aktiv war.

## Sportlicher Werdegang
Seit 1999 ist Alexis Vuillermoz als Radsportler aktiv; bis 2012 fuhr er hauptsächlich Rennen auf dem Mountainbike. In dieser Disziplin wurde er 2006 französischer Meister der Junioren und 2009 sowie 2010 in der Klasse U23. 2008 wurde er französischer Mannschaftsmeister. Auch international war er erfolgreich: 2006 wurde Vuillermoz bei Vize-Europameister der Junioren und 2009 Vize-Weltmeister der U23. 2008 wurde er jeweils mit der Mannschaft Europa- sowie Weltmeister (mit Arnaud Jouffroy, Laurence Leboucher und Jean-Christophe Péraud).
Im Jahr 2013 startete Vuillermoz für das französische UCI Professional Continental Team Sojasun, nachdem er für diese Mannschaft 2012 bereits als Stagiaire fuhr. Er beendete die Tour de France 2013 auf dem 46. Platz. Nachdem das Team Sojasun zum Ende des Jahres 2013 aufgelöst worden war, schloss sich Vuillermoz dem UCI WorldTeam Ag2r La Mondiale an. Für dieses fuhr er 2014 den Giro d’Italia, bei dem er den 11. Rang in der Gesamtwertung belegte. Zudem gewann er in diesem Jahr die Bergwertung der Route du Sud und eine Etappe bei der Tour du Gévaudan Languedoc-Roussillon.
Sein bislang größten Erfolg im Straßenradsport feierte er im Jahr 2015, als er die 8. Etappe der Tour de France gewann, die von Rennes nach Mûr-de-Bretagne führte. Dabei nutzte der Franzose den kurzen, steilen Schlussanstieg, um sich von den restlichen Fahrern abzusetzen. Weiters gewann er in jenem Jahr den Grand Prix de Plumelec-Morbihan und die Aquece Rio-International Road Cycling Challenge, die als Test-Event für die Olympischen Sommerspiele des Jahres 2016 diente. Am Ende der Saison sicherte er sich zudem einen weiteren Etappenerfolg bei der Tour du Gévaudan Languedoc-Roussillon, die er als Sechster der Gesamtwertung beendete.
Nach einem sieglosen Jahr, in dem er die Tour de France und die Olympischen Spiele bestritten hatte, gewann Vuillermoz in der Saison 2017 zum zweiten Mal den Grand Prix de Plumelec-Morbihan. Bei der Tour de France 2017 verhalf er Romain Bardet zu dessen dritten Gesamtrang, ehe er selbst eine Etappe und die Gesamtwertung der Tour de Limousin für sich entschied. Am Ende der Saison wurde er zunächst Vierter des Grand Prix Cycliste de Québec und verpasste auch bei der Lombardei-Rundfahrt nur knapp das Podest. Im Jahr 2018 verpasst er nur um eine Sekunde den Gesamtsieg der Tour du Haut Var. Infolge eines von einem fotografierenden Zuschauer verursachten Sturzes auf der 9. Etappe der Tour de France 2018 brach er sich das Schlüsselbein, erreichte das Ziel mit 16 Minuten Rückstand und musste die Rundfahrt anschließend aufgeben.
Im Jahr 2019 gewann er im Frühjahr die Drôme Classic, ehe er nach einer sieglosen Saison zum UCI ProTeam TotalEnergies wechselte. Seinen bislang letzten Sieg feierte er beim Critérium du Dauphiné im Jahr 2022, als er die zweite Etappe aus einer Ausreißergruppe gewann und für einen Tag das Trikot des Gesamtführenden trug. Nach der Saison 2024 beendete er seine Karriere im Alter von 36 Jahren.

## Erfolge
2005

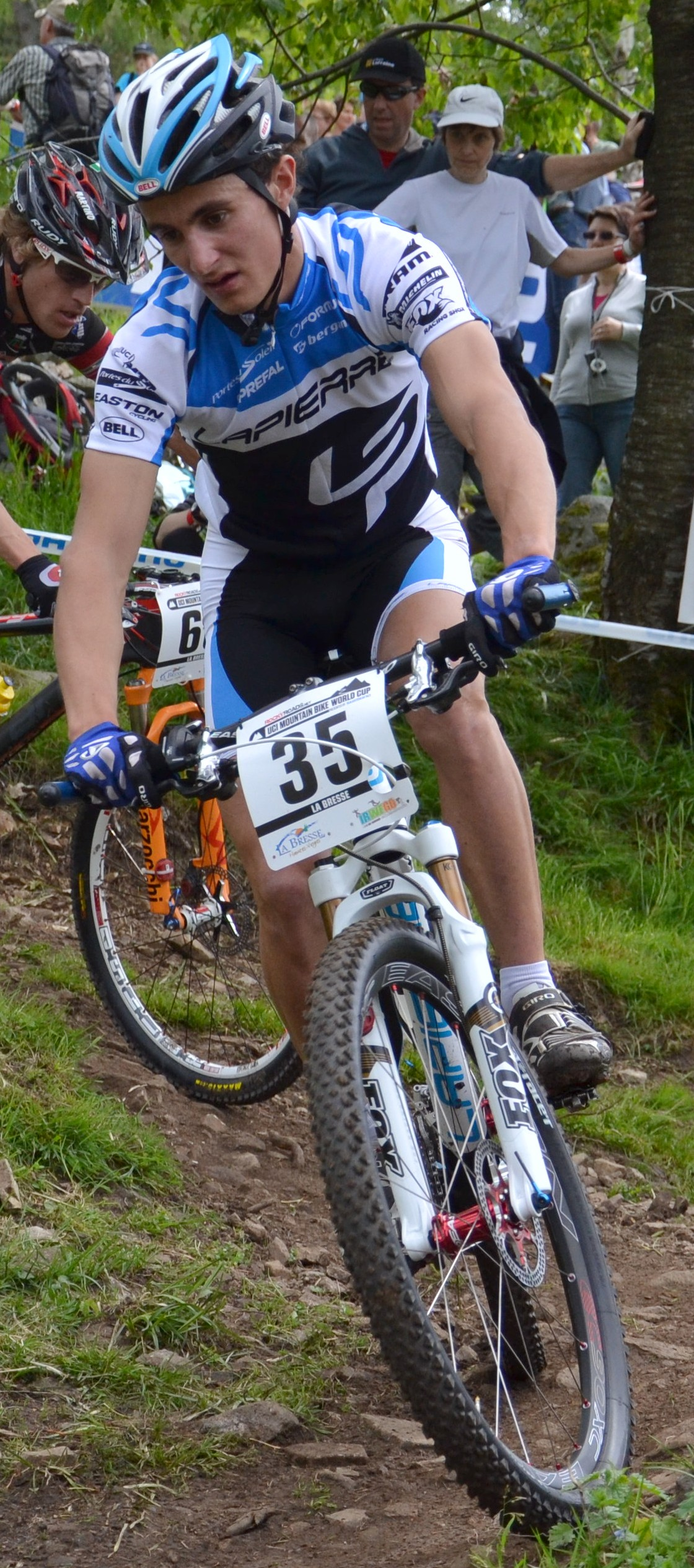
Alexis Vuillermoz beim UCI-Mountainbike-Weltcup von La Bresse (2012)

- MTB-Europameisterschaft – Cross Country (Junioren)
- Französischer Meister – Cross Country (Junioren)

2008
- MTB-Weltmeisterschaft – Staffel mit Jean-Christophe Péraud, Arnaud Jouffroy und Laurence Leboucher

2009
- MTB-Weltmeisterschaft – Cross Country (U23)
- MTB-Cross Country (U23)

2010
- Französischer Meister – MTB-Cross Country (U23)

2014
- eine Etappe Tour du Gévaudan Languedoc-Roussillon

2015
- Grand Prix de Plumelec-Morbihan
- eine Etappe Tour de France
- Aquece Rio - International Road Cycling Challenge
- eine Etappe Tour du Gévaudan Languedoc-Roussillon

2016
- Französische Meisterschaft – Straßenrennen

2017
- Grand Prix de Plumelec-Morbihan
- Gesamtwertung und eine Etappe Tour de Limousin

2019
- La Drôme Classic

2022
- eine Etappe Critérium du Dauphiné

## Grand Tours-Platzierungen

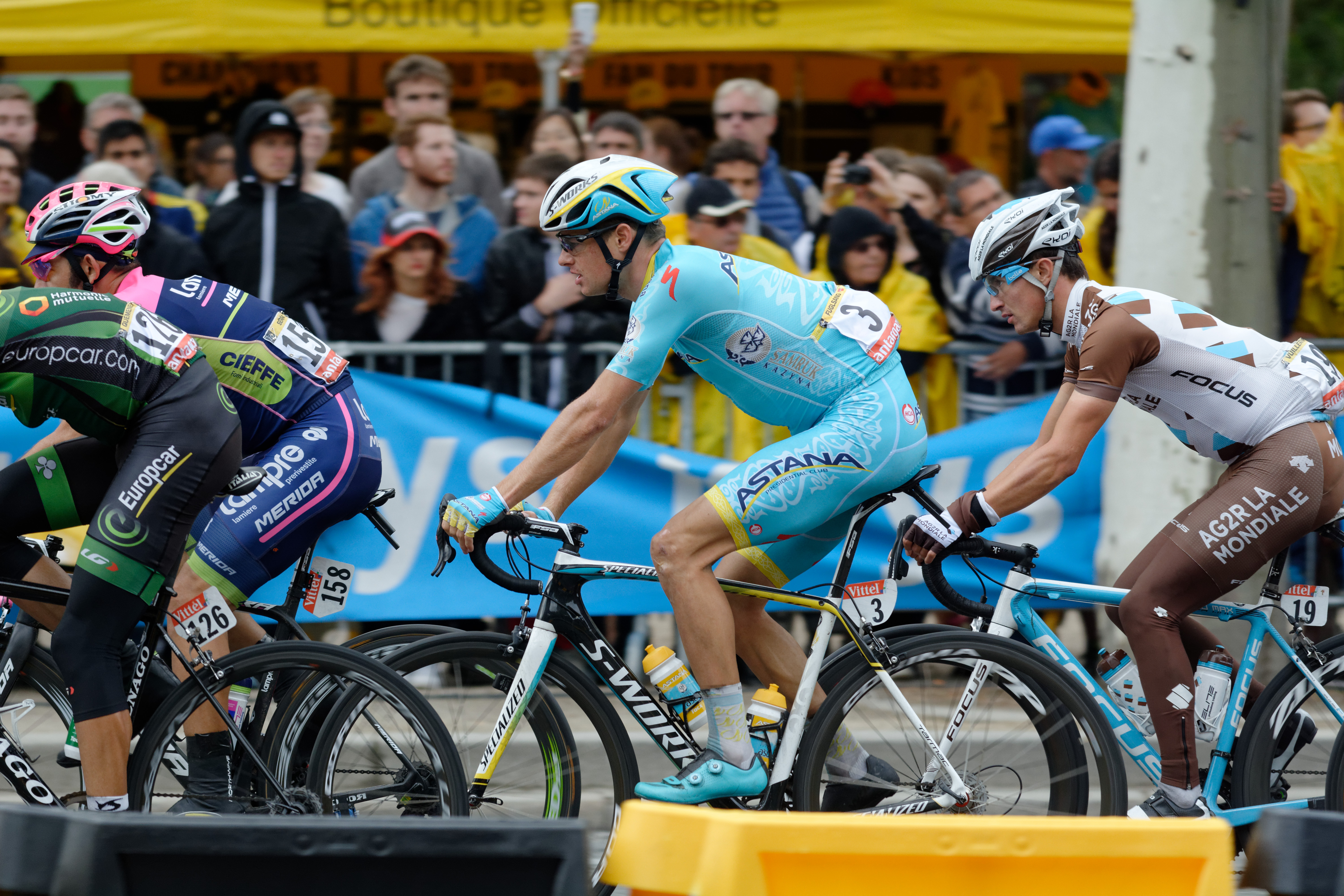
Alexis Vuillermoz (rechts) bei der Tour de France 2015

| Grand Tour            | 2013 | 2014 | 2015 | 2016 | 2017 | 2018 | 2019 | 2020 | 2021 | 2022 |
| --------------------- | ---- | ---- | ---- | ---- | ---- | ---- | ---- | ---- | ---- | ---- |
| Giro d’ItaliaGiro     | –    | 11   | –    | –    | –    | –    | 29   | –    | –    | –    |
| Tour de FranceTour    | 46   | –    | 26   | 20   | 13   | DNF  | 41   | 35   | –    | DNF  |
| Vuelta a EspañaVuelta | –    | –    | –    | –    | –    | –    | –    | –    | –    | –    |